# Chionaema boetonensis
Chionaema boetonensis is een beervlinder uit de familie van de spinneruilen (Erebidae). De wetenschappelijke naam van de soort is voor het eerst geldig gepubliceerd in 1920 door Jurriaanse & Lindemanns.